# Іоанніс Масманідіс
Іоанніс Масманідіс (нім. Ioannis Masmanidis, нар. 9 березня 1983, Леверкузен) — німецький футболіст, що грав на позиції півзахисника.
Виступав, зокрема, за клуби «Баєр 04» та «Армінія» (Білефельд).

## Ігрова кар'єра
У дорослому футболі дебютував 2001 року виступами за команду «Баєр 04», в якій провів три сезони, взявши участь у 14 матчах чемпіонату. 
Протягом 2004—2005 років захищав кольори клубу «Карлсруе СК».
Своєю грою за останню команду привернув увагу представників тренерського штабу клубу «Армінія» (Білефельд), до складу якого приєднався 2005 року. Відіграв за білефельдський клуб наступні три сезони своєї ігрової кар'єри.
Згодом з 2008 по 2016 рік грав у складі команд «Нюрнберг», «Аполлон», «Анортосіс», «Етнікос» (Пірей), «Веен», «Ейпен», «Візе», «Вольфсбург II» та «Юнайтед Цюрих».
Завершив ігрову кар'єру у команді «ФК Леверкузен», за яку виступав протягом 2016 року.